# 緬得米倫站
緬得米倫站（Mindemyren holdeplass）是卑爾根輕鐵2號線的車站。建於原來的運河路上（Kanalveien）上，該處附近原來為卑爾根線已棄用的保線區域，偶以作為廢車停泊場。而空地部份則長期用作停車場，興建輕鐵2號線時，卑爾根市政府亦打算將這區重新規劃成為新的住宅區，不過因着新冠疫情關係，直至2023年中為止，仍未見有任何新建成的建築，而原來的舊路軌部份仍在整理中。直至2024年起，才開始有少量新的建築物落成，主要為商業用樓宇。

## 車站構造
採用與大部份輕鐵候車站的規格興建，採用兩個側式月台設計，當中近半長度的月台均設有上蓋和背板，多用途候車亭則仍然設於月台的中央位置，設有自動售票機、LED多功能顯示屏、候車座椅及班次顯示板。兩側為出入口，可以橫過運河街的兩端。
路軌採用列車專用模式，並舖上綠化用的草皮，車路只能重設於輕鐵路軌的兩側，而各方向亦均只保留一條行車線。
本站和佛雷恩站的月台，都是2號線車站中沒有標示任何月台編號，就連班次顯示板上也沒有如1號線般標示路軌名稱。
| 月台                       | 路線    | 目的地       |
| -------------------------- | ------- | ------------ |
| （靠向運河路單數門牌一方） | 2 2號線 | 菲林斯谷方向 |
| （靠向運河路雙數門牌一方） | 2 2號線 | 碼頭街方向   |

## 相鄰車站
卑爾根輕鐵
-   2   2號線

豪克蘭醫院 - 緬得米倫 - 基斯坦堡

## 外部連結
- 卑爾根輕鐵緬得米倫站（網頁庫存）